# بول ألبرشت
بول ألبرشت (بالفرنسية: Pol Albrecht)‏ هو ملحن لوكسمبورغي، ولد في 23 مايو 1874، وتوفي في 8 مايو 1975.